# Campagna di Babilonia
La campagna di Babilonia indica una serie di scontri nella Bassa Mesopotamia combattuti nel biennio 710-709 a.C.. Tale evento bellico permise agli Assiri di riconquistare la città di Babilonia, ribellatasi al re assiro Sargon II al principio del suo regno. Viene considerata la più grande vittoria di Sargon.

## Antefatto
All'indomani dell'assunzione del regno di Sargon II, la situazione politica in tutto l'Impero neo-assiro era instabile e instabile. Il nuovo re dovette affrontare numerose rivolte contro il suo governo e dovette anche concludere le campagne militari del predecessore Shalmaneser V: es. la rapida risoluzione dell'assedio di Samaria, la capitale del Regno di Israele, che provocò la caduta del regno e originò il mito delle dieci tribù perdute di Israele quando 30 000 israeliti furono deportati e sparsi in tutto l'impero. Seppur ci furono rivolte anti-Sargon tra gli Assiri (come verificato dai riferimenti a "colpevoli Assiri" nelle iscrizioni di Sargon II), i maggiori oppositori del nuovo re giunsero dalla periferia dell'impero. Una rivolta di molti dei regni precedentemente indipendenti nel Levante, come Damasco, Hamath e Arpad, fu schiacciata nel 720 a.C.
La ribellione s'era nel frattempo propagata sin nella Bassa Mesopotamia. Marduk-apla-iddina II, capo della Bit-Yakin, una potente tribù caldea, prese il controllo di Babilonia e annunciò la fine del dominio assiro sulla regione. Sargon marciò immediatamente a sud dal Levante per sconfiggere il ribelle babilonese ma questi seppe allearsi rapidamente con uno degli antichi nemici dell'Assiria, il regno iranico di Elam, formando un imponente esercito. Assiri ed Elamiti (i babilonesi arrivavano troppo tardi sul campo di battaglia per combattere effettivamente) si incontrarono in battaglia nelle pianure fuori dalla città di Der: l'esercito di Sargon fu sconfitto e Marduk-apla-iddina si assicurò così il controllo della Bassa Mesopotamia.
Sargon si ritirò a nord e passò gli anni successivi espandendo l'impero in Anatolia ai danni degli Ittiti e avviando una lunga guerra con gli Aramei di Urartu (Armenia).

## La campagna babilonese
Dalla sua sconfitta nel suo primo tentativo di ripristinare l'autorità assira nel sud, Babilonia aveva rappresentato una spina nel fianco per Sargon II ma il re aveva compreso che doveva tentare un'altra tattica rispetto all'assalto diretto del 720 a.C. Quando marciò a sud nel 710 a.C., l'amministrazione dell'impero furono lasciati nelle mani di suo figlio e principe ereditario, Sennacherib. Sargon non attaccò immediatamente Babilonia: avanzò lungo la riva orientale del Tigri fino a raggiungere la città di Dur-Athara, presso un fiume che gli Assiri chiamavano Surappu. Dur-Athara era stata fortificata da Marduk-apla-iddina ma fu rapidamente presa dalle forze di Sargon che la ribattezzò Dur-Nabu e ne fece il capoluogo di una nuova provincia, "Gambulu". Sargon si accampò a Dur-Nabu e inviò drappelli di soldati a est e sud per sottomettere i dintorni. Nelle terre che circondano un fiume chiamato Uknu, le forze di Sargon sconfissero gli alleati aramei ed elamiti di Marduk-apla-iddina.
Sargon puntò quindi su Babilonia, calando da sud-est. Traversò il Tigri e uno dei rami dell'Eufrate ed arrivò a Dur-Ladinni, vicino Babilonia. Marduk-apla-iddina a questo punto si spaventò, forse perché o aveva poco vero sostegno dal popolo e dai sacerdoti babilonesi o perché la maggior parte del suo esercito era già stata sconfitta a Dur-Athara. Poiché non desiderava combattere gli Assiri, lasciò Babilonia di notte, portando con sé quanto del tesoro e dei beni mobili reali in suo possesso (compreso il suo trono) il suo entourage poté portare. Questi beni furono usati da Marduk-apla-iddina nel tentativo di ottenere asilo a Elam, offrendoli come tangente al re Shutruk-Nakhunte II per potersi rifugiare nel suo paese. Il re elamita accettò i tesori ma non permise a Marduk-apla-iddina di entrare in Elam temendo una punizione assira.
Marduk-apla-iddina si stabilì dunque a Iqbi-Bel ma Sargon lo inseguì e la città gli si arrese senza combattere. Marduk-apla-iddina fuggì allora nella sua città natale vicino alle rive del Golfo Persico, Dur-Jakin. La città fu fortificata, fu scavato un grande fossato che circonda le sue mura e la campagna circostante fu allagata attraverso un canale scavato dall'Eufrate. Fidando sul terreno allagato, Marduk-apla-iddina allestì il suo campo in un punto fuori dalle mura della città ma fu nuovamente sconfitto dall'esercito di Sargon, penetrato attraverso il terreno allagato senza ostacoli. Marduk-apla-iddina fuggì in città quando gli Assiri iniziarono a raccogliere il bottino di guerra dai suoi soldati caduti. Dopo la battaglia, Sargon assediò Dur-Jakin ma non fu in grado di conquistarla in fretta. Mentre l'assedio si trascinava, furono avviati i negoziati e nel 709 a.C. fu concordato che la città si sarebbe arresa e avrebbe demolito le sue mura esterne in cambio dell'impegno di a risparmiare la vita di Marduk-apla-iddina.

## Esito
Dopo la sconfitta di Marduk-apla-iddina, Sargon fu proclamato re di Babilonia dai cittadini della città e vi trascorse i successivi tre anni, nel palazzo già di Marduk-apla-iddina, ricevendo omaggi e doni dai governanti lontani dal cuore di il suo impero come Bahrein e Cipro.
Sargon partecipò poi alle feste del capodanno babilonese, scavò un nuovo canale da Borsippa a Babilonia e sconfisse un popolo chiamato Hamaranaeans che stava saccheggiando carovane nelle vicinanze della città basso-mesopotamica di Sippar. Mentre Sargon risiedeva a Babilonia, Sennacherib continuò ad agire come reggente a Kalhu. Sargon tornò in Assiria solo quando la corte fu trasferita a Dur-Sharrukin, la nuova capitale imperiale da lui voluta e costruita, nel 706 a.C.
L'attenzione al rispetto delle tradizioni cittadine, prima tra tutte l'aver accettato di essere formalmente Viceré (shakkanakku) di Babilonia e non re poiché tale titolo era precipuo della divinità poliade della città-stato, Marduk (dal cui simulacro Sargon aveva ricevuto la corona secondo il rito tradizionale), garantirono a Sargon buoni rapporti con i Babilonesi che non sarebbero purtroppo durati a lungo. Negli anni successivi infatti, i Sargonidi (causa l'operato del figlio di Sargon, Sennacherib - v.si Assedio di Babilonia) avrebbero incontrato notevoli problemi nella gestione del "Problema babilonese" mentre governavano la città come sovrani diretti o tramite re-vassalli indigeni. La città e le terre circostanti nella Bassa Mesopotamia si ribellarono ripetutamente contro i Sargonidi nonostante si tentassero vari metodi diversi per placare i babilonesi. L'ultima rivolta, guidata da Nabopolassar, avrebbe portato alla fine dell'Impero assiro ed alla nascita del Impero neo-babilonese.

### Fonti
- Cronache babilonesi - ed. standard in (EN) Grayson AK, Assyrian and Babylonian Chronicles, 1975, ISBN 978-1575060491.

### Studi
In italiano
- Mario Liverani, Antico Oriente: storia, società, economia, nuova ed., Bari-Roma, Laterza, 2009  [1988], ISBN 978-88-420-9041-0.
- Vincenzo Mistrini, Gli assiri : la prima superpotenza dell'Oriente Antico, Gorizia, LEG, 2022.

In altre lingue
- (EN) Bauer SW, The History of the Ancient World: From the Earliest Accounts to the Fall of Rome, New York, W. W. Norton & Company, 2007, ISBN 978-0-393-05974-8.
- (EN) Bertman S, Handbook to Life in Ancient Mesopotamia, Oxford, Oxford University Press, 2005, ISBN 978-0-19-518364-1.
- (EN) Grayson AK, Assyria: Sennacherib and Esarhaddon (704–669 BC), in The Cambridge Ancient History Volume 3 Part 2: The Assyrian and Babylonian Empires and Other States of the Near East, from the Eighth to the Sixth Centuries BC, Cambridge University Press, 1970, ISBN 978-3-11-103358-7.
- (EN) Leick G, Historical Dictionary of Mesopotamia, Lanham, Scarecrow Press, 2009, ISBN 978-0-8108-6324-8.
- (EN) Luckenbill DD, The Annals of Sennacherib, University of Chicago Press, 1924, OCLC 506728.
- (EN) Van De Mieroop M, A History of the Ancient Near East, seconda edizione, Malden, MA, Blackwell Publishing, 2007, ISBN 978-1-4051-4911-2.
- (EN) Van Der Spek R, The struggle of king Sargon II of Assyria against the Chaldaean Merodach-Baladan (710-707 B.C.), in JEOL, vol. 25, 1977,  pp. 56-66.